# 氧化呋咱
氧化呋咱是一种有机化合物，化学式为C2H2N2O2。它可由2-硝基苯胺和次氯酸钠反应制得。它可以被硫酸亚铁还原为2-硝基苯胺。它和2-硝基丙烷反应，可以得到2,2-二甲基-2H-苯并咪唑-1,3-二氧化物。